# Evaristo Baschenis
Evaristo Baschenis (Bèrgam, 4 de desembre de 1607- 15 de març de 1677) va ser un pintor italià del Barroc que va treballar principalment a la seua ciutat natal.

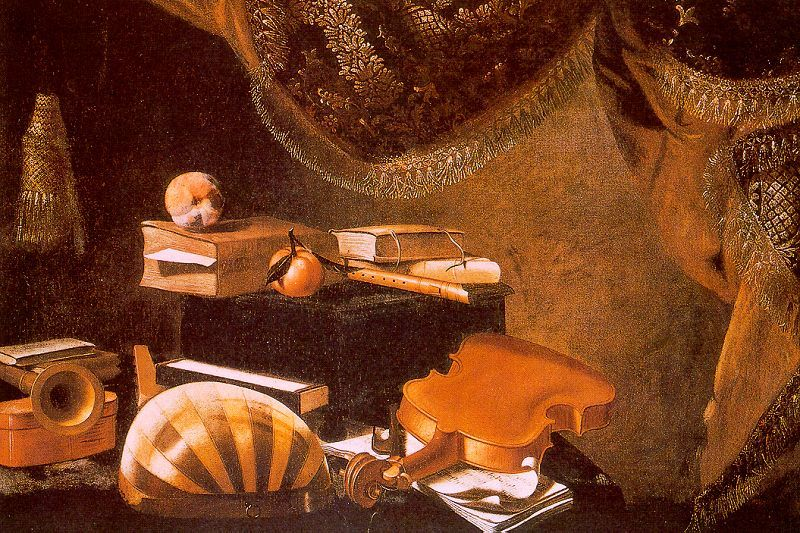
Natura morta amb instruments musicals, oli sobre llenç, Pinacoteca di Brera, Milà

Va nàixer al si d'una nissaga d'artistes amb arrels fins al 1451. Va estudiar de sacerdot i simultànemament per tradició familiar va dedicar-se a la pintura i el disseny.
És molt conegut per les seues natures mortes, principalment d'instruments musicals. Aquest fet explicaria la seua amistat amb una família de Cremona amb notables luthiers. Les natures mortes van ser un tema poc habitual entre els pintors italians anteriors al segle xvii. Baschenis, junt amb Giuseppe Arcimboldo, l'excèntric pintor milanès del segle xvi, representa un art provincià d'original factura que sembla apel·lar a la preocupació sobre les formes i textures més que a les grans realitzacions de tema mitològic o religiós. Per a Arcimboldo l'artifici ho és tot, per a Baschenis, els seus elements, instruments musicals, tenen el seu perquè i la seua bellesa, fins i tot en la seua silenciosa geometria. Una font del seu estil "fotogràfic" poden ser els primerencs quadres de natures mortes, amb préssecs, de Caravaggio, o bé la pintura neerlandesa. El més fidel imitador del seu estil va ser un jove contemporani bergamasc, Bartolomeo Bettera. Baschenis era contemporani del pintor de retrats bergamasc Carlo Ceresa, i sembla haver influït sobre l'artista modenès Cristoforo Munari.